# Parafia greckokatolicka Podwyższenia Krzyża Pańskiego w Międzyborzu
Parafia greckokatolicka pw. Podwyższenia Krzyża Pańskiego w Międzyborzu – parafia greckokatolicka w Międzyborzu. Parafia należy do wrocławsko-koszalińskiej i znajduje się na terenie dekanatu słupskiego.

## Historia parafii
Parafia greckokatolicka pw. Podwyższenia Krzyża Pańskiego funkcjonuje od 7 grudnia 1969 r., księgi metrykalne są prowadzone od roku 1970.

## Świątynia parafialna
Nabożeństwa odbywają się w kościele rzymskokatolickim Podwyższenia Krzyża Świętego. Nowa cerkiew w budowie od 2009.